# سیلور پیکچرز
 سیلور پیکچرز (به انگلیسی: Silver Pictures) نام یک شرکت تولید فیلم آمریکایی است که توسط جوئل سیلور تهیه کننده هالیوودی در سال ۱۹۸۰ تاسیس شد.

## مجموعه تلویزیونی
- مهتاب (۲۰۰۷-۲۰۰۸) [۲]
- ورونیکا مارس (۲۰۰۴-۲۰۰۷)
- ستاره بعدی بعدی (۲۰۰۴)
- اقدام (۱۹۹۹)
- نوار (۱۹۹۹)